# Eduard Jacobshagen
Eduard Jacobshagen (* 12. Mai 1886 in Hämelschenburg; † 22. Dezember 1968 in Marburg) war ein deutscher Anatom und Professor an der Universität Marburg.
Von 1906 bis 1911 studierte Jacobshagen Naturwissenschaften und Medizin an den Universitäten Jena und München. Von 1915 bis 1918 diente er im Ersten Weltkrieg. 1912 promovierte er, 1919 habilitierte er sich für Anatomie, Vergleichende Anatomie und Entwicklungsgeschichte an der Universität Jena. 1921 wechselte der Privatdozent nach Leipzig und wurde dort 1924 ao. Professor für Anatomie. Seit 1926 hatte er einen Lehrstuhl für Anatomie in Marburg. Er befasste sich mit der Anatomie der Wirbeltiere und mit Merkmalen der nordischen und friesischen „Rasse“. 1945 wurde er entlassen, aber 1949 wieder eingestellt und 1957 erneut emeritiert.
Zum 1. Mai 1933 war er der NSDAP beigetreten (Mitgliedsnummer 2.828.442), daneben war er Mitglied im NS-Ärztebund, im NS-Lehrerbund und in der NSV. Im November 1933 unterzeichnete er das Bekenntnis der deutschen Professoren zu Adolf Hitler. Vor und nach dem Krieg engagierte er sich in der Bodendenkmalpflege.
Eduard Jacobshagen war verheiratet mit Erika Jacobshagen, geborene Schmidt. Der 1931 in Marburg geborene Geologe Volker Jacobshagen war sein Sohn.

## Schriften
- Zur Reform der allgemeinen vergleichenden Formenlehre der Tiere. Jena 1927.